# Bernhard Brommer
Bernhard Brommer (* 14. Mai 1954 in Hindenburg, Oberschlesien) ist ein deutscher Schriftsteller und Lyriker.
Brommer siedelte 1971 in die Bundesrepublik über und erlangte 1975 das Abitur. Er studierte Philosophie, Psychologie und Germanistik an der Universität Tübingen.
Beruflich ist er als Verwaltungsangestellter tätig.
Sein literarisches Schaffen umfasst Lyrik und Prosa. Darüber hinaus wirkt er als Übersetzer (polnisch, ukrainisch, dänisch).
Brommer ist Mitglied im Verband deutscher Schriftsteller (VS), der IG Medien, der Gesellschaft für zeitgenössische Lyrik und  Fachgruppenleiter für Literatur/Medien der Künstlergilde e. V. Landesgruppe Bayern.

## Preise und Auszeichnungen
- 1. Preis Erzählerwettbewerb Berlin (1977)
- Anerkennungspreis Erzählerwettbewerb Augsburg (1979)
- Lyrikwettbewerb Witten "Die Rose"(1981)
- "Stadtschreiber" Bad Harzburg (1981)
- Förderpreis zum Oberschlesischen Kulturpreis des Landes Nordrhein-Westfalen (1984)
- Lyrikwettbewerb Würzburg "Lyrik auf Achse" (1994)
- 25. Nacht der Lyriker, Krakau/Polen (1997)
- Arbeitsstipendium Bert-Brecht-Haus, Svedborg/Dänemark (1999)
- Autorenstipendium Künstlerhaus, Rolfshagen/Auetal (1999)

## Werke
- Schattenseiten, Lyrik, Bläschke, St. Michael 1979
- Szenen aus dem modernen Leben, Erzählungen, Gauke, Hann. Minden 1979
- Zeit-Gedichte, s&w-edition, München 1993
- Trotzdem lieben, Gedichte, eT Herp-Fonda, München 1995
- Atemzüge, Gedichte, eT Herp-Fonda, München 1999
- Augenblicke, Gedichte, eT Herp-Fonda, München 2000
- Am Rande der Zeit, Gedichte, eT Herp-Fonda, München 2000

### In Anthologien und Literaturzeitschriften (Auswahl)
- in: Prosa + Poesie, 2/Jan. 1977

## Als Herausgeber
- Aufbruch-Blick 2000, Gedichte, eT Herp-Fonda, München 1995
- Denn wo ist Heimat?, Ausstellungskatalog (zusammen mit anderen Herausgebern), Augsburg 1998

## Weblink
- http://www.Bernhard-Brommer.de

| Personendaten    | Personendaten                        |
| ---------------- | ------------------------------------ |
| NAME             | Brommer, Bernhard                    |
| KURZBESCHREIBUNG | deutscher Schriftsteller und Lyriker |
| GEBURTSDATUM     | 14. Mai 1954                         |
| GEBURTSORT       | Hindenburg, Oberschlesien            |